# Понт

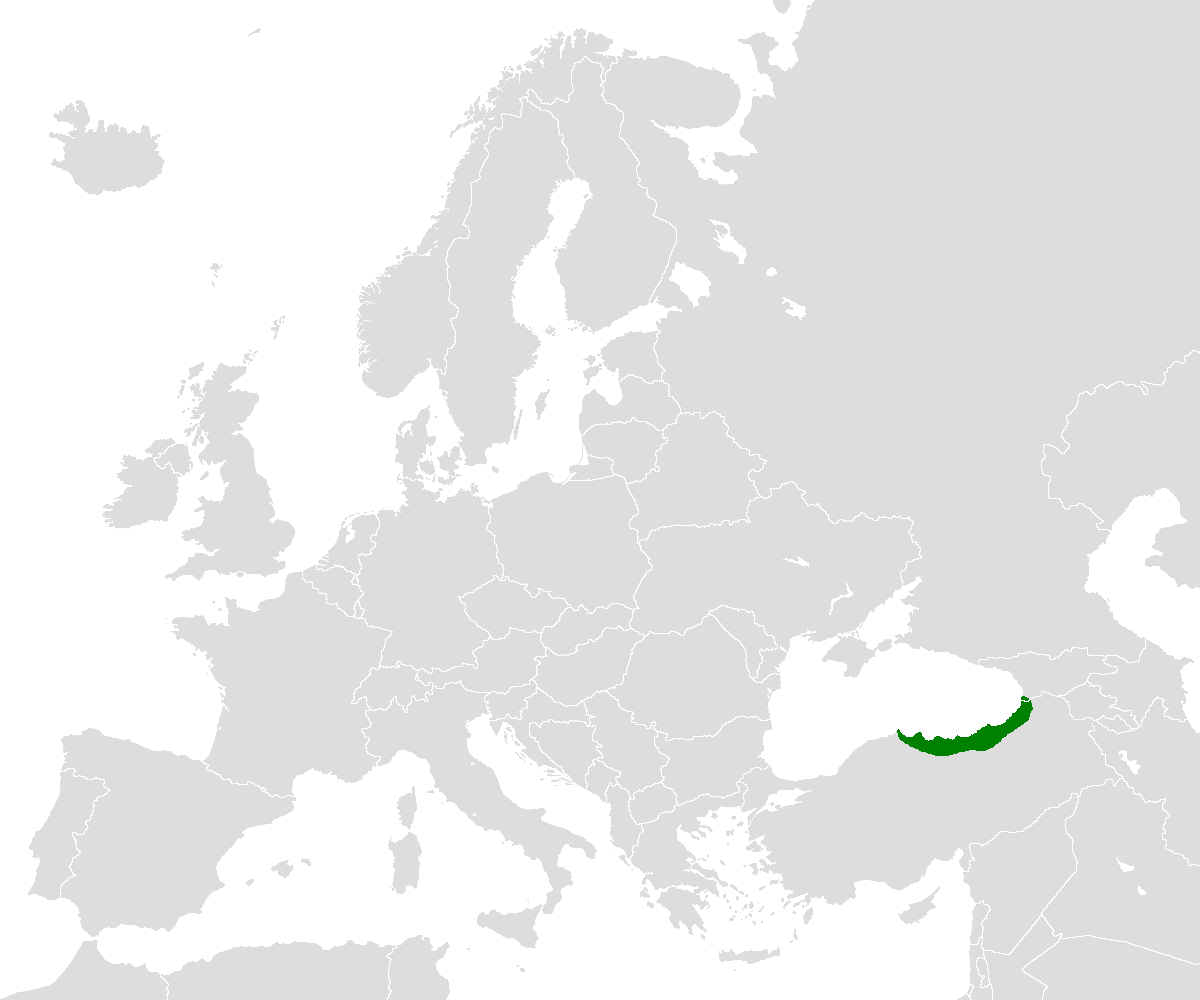
Понт

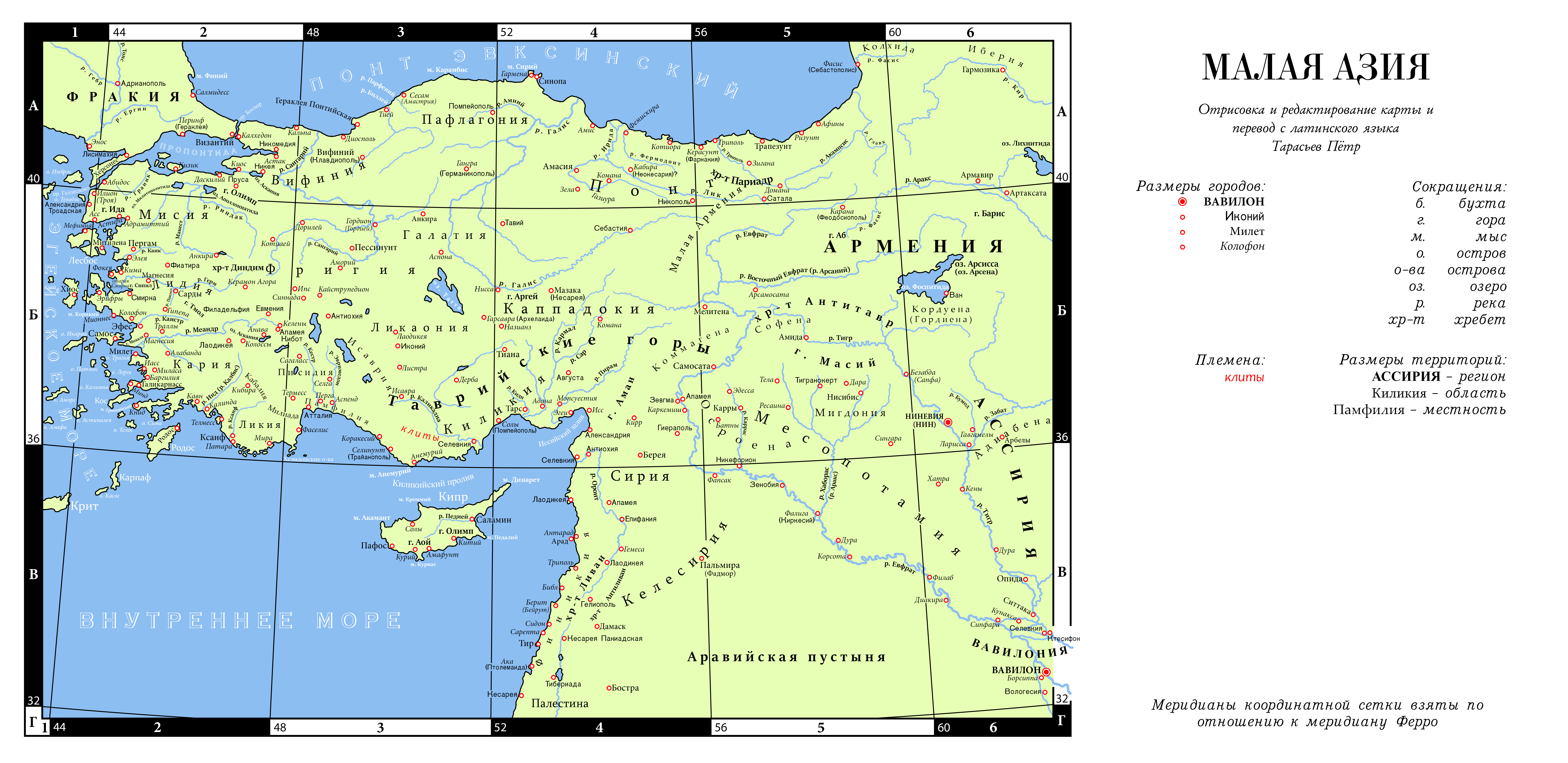
Карта античной Малой Азии, Понт располагался на северо-востоке полуострова.

Понт (др.-греч. Πόντος, лат. Pontos, арм. Պոնտոս, груз. პონტო) — древнегреческое название для северо-восточной области Малой Азии, на севере примыкавшей к Понту Эвксинскому (др.-греч. Εὔξενος Πόντος, лат. Pontos Euxinus) — то есть Гостеприимному морю, ныне Чёрному морю.

## География
В разное время границы Понта изменялись: первоначально он занимал узкую полосу от мыса Язония до реки Галис; позднее, когда создалось Понтийское царство, Понт граничил с Вифинией на западе и Арменией на востоке, с Каппадокией, Галатией, Малой Арменией на юге.
Страна была изрезана горами и носила дикий характер, но долины отличались большим плодородием: здесь произрастали в обилии различные роды хлебных растений (особенно пшеница и просо), плоды (оливы), также было много лесов. Из представителей животного царства особенно славились понтийские пчёлы и бобры; из минералов добывалось железо, соль. Из гор Понта замечательны Париадр, Скодиз (Скордиск), Лифр (греч. Λίθρος), Офлим, Техес. Мысы Понтийского побережья следующие: Гераклий Язоний, Боон Зефирий, Коралла и Священная гора (греч. τό ίερόν όρος). От устья реки Галиса до мыса Гераклия тянулся Амизенский залив, восточнее — Котиорский залив. Реки Понта: Галис, Ликаст, Хадизий, Ирис с Ликом и Скилаком, Фермодонт, Фоарис, Ойний, Генет, Меланфий, Триполис, Гисс, Пиксит, Кисса, Апсар, Акампсис.

## История
Население Понта было смешанное: кроме греческих поселенцев сюда относились местные племена тибаренов, моссинеков, маров, дрилов, колхов, макронов, бехиров, левкосирийцев, халибов, саннов, таохов, саспиров, гениохов. Все эти народности первоначально управлялись собственными князьями, состоявшими в вассальных отношениях к персидскому царю во время процветания Персидского царства.
Дарий I сделал из этой страны сатрапию, отдав её в наследственное управление персу Артабазу (502 год до н. э.). Первым, принявшим титул царя, был Ариобарзан I, от которого идёт династия понтийских царей; независимое понтийское царство начинается лишь с Митридата I (с конца IV века до н. э.), который получил прозвище «Ктист» (др.-греч. Κτίστής), что означает «основатель».
В течение двух веков его наследники (Ариобарзан Понтийский, Митридат II, Митридат III, Фарнак I, Митридат IV Филопатр, Митридат V Эвергет) боролись с царями Вифинии и Пергама за обладание Пафлагонией и Каппадокией; эта долгая борьба за самостоятельность развила в населении воинственный дух и подготовила его к упорному сопротивлению римлянам.
Митридат VI Евпатор (прозванный Великим) присоединил к царству своих предков Пафлагонию, часть Каппадокии до Тавра, весь берег Понта Эвксинского до Босфора Киммерийского и часть Таврического полуострова. Со смертью Митридата (63 год до н. э.) династия Митридатидов пресеклась, и Понт был разделён. Прибрежные области стали римской провинцией, которая позднее была объединена с Вифинией в провинцию Вифиния и Понт. Часть Понта, соседнюю с Галатией, с центром в Фарнакии (так называемый Полемонов Понт, лат. Pontus Palaticus) получил Дейотар I Филоромей (тетрарх племени толистобогов в Галатии), назначенный царём Понта Римом. Колхиду римляне передали в правление Аристарху.
При Марке Антонии средняя часть Понта, к востоку от Ириса, была подарена внуку Митридата Полемону (лат. Pontus Polemoniacus), а восточная часть (от Фарнакии до р. Гисса) досталась каппадокийскому царю Архелаю (лат. Pontus Cappadocius), вместе с рукой Пифодориды, вдовы Полемона и внучки Марка Антония.
При Полемоне Филопаторе в 64 году н. э. Понт снова был обращён в римскую провинцию, а при императоре Константине I Великом был разделён на 2 области западную — Геленопонт (в честь матери, императрицы Елены) и восточную — Полемонов Понт.
Из городов Понта были наиболее замечательны: Амис (резиденция Митридата), Анконт, Ойноя, Полемоний, Котиора, Фарнакия, Триполис, Коралла, Кераз, Трапезунт (со времени Траяна — столица Каппадокийского Понта), Апсар, Газелон, Фаземон, Амазия (родина Страбона, столица Галатского Понта и Геленопонта), Зела, Газиура (древняя резиденция понтийских царей), Команы Понтийские (богатый и большой торговый центр), Кабира (резиденция Митридата), Неокесария (главный город Полемонова Понта), Себастия, Камиса и др.